# Nombre de templo
El nombre de templo  (t 廟號, s 庙号, miàohào) es un título póstumo que solía ser otorgado a un emperador o soberano en el este de Asia. El nombre de templo fue utilizado para referirse a la mayoría de los emperadores de los reinos chinos, coreanos (periodos Goryeo y Joseon) y vietnamitas (dinastías como Trần, Lý, y Lê). El nombre de templo no debe confundirse con el nombre de era. En comparación con los nombres póstumos, el uso del nombre de templo es más exclusivo. Ambos títulos eran otorgados luego de la muerte de un emperador o rey, pero a diferencia del nombre póstumo a menudo es más elaborado.

## Conformación del nombre de templo
El nombre de templo casi siempre consta de solo dos sinogramas:
1. Un adjetivo: elegido para reflejar las características del reinado del emperador (como "Marcial" o "Lamentable"). El vocabulario se superpone con el de los adjetivos de los títulos póstumos, pero para un emperador, el adjetivo del nombre de templo generalmente no se repite como uno de los muchos adjetivos en su nombre póstumo. La excepción habitual es "Filial" (孝). Los fundadores casi siempre son "Alto" (高) o "Gran" (太).
2. La palabra "Emperador": que se designa bien zǔ (祖) o zōng (宗).
  - Zu ("antepasado") implica progenitor, ya sea el fundador de una dinastía o una nueva línea dentro de una dinastía existente. El equivalente en coreano es jo (조) y tổ en vietnamita
  - Zong ("ancestro") se usa para todos los otros gobernantes. Es jong (종) en coreano y tông en vietnamita.

El "templo" en "nombre del templo" se refiere al "gran templo" (太廟), también "templo ancestral" (祖廟), donde los príncipes herederos y otros miembros de la realeza se reunían para adorar a sus antepasados. En las tablas ancestrales en el gran templo se anotaban los nombres de templo de los gobernantes.

## Uso a través de la historia
Antiguamente únicamente los gobernantes tenían nombre de templo, como Taihao (太昊). Los nombres de templo fueron asignados esporádicamente durante la dinastía Han y regularmente durante la dinastía Tang. Los nombres de templo de algunos emperadores fueron eliminados  permanentemente por sus descendientes en el año 190. El nombre de templo fue la forma habitual de referirse a los emperadores desde la dinastía Tang hasta la dinastía Ming. Para la dinastía Ming y la dinastía Qing (a partir de 1368), en su lugar se usaban los nombres de era (cualquiera de los dos era aceptable para la dinastía Ming).
En Corea, los nombres de templos se usan para referirse a los reyes del primer Goryeo (hasta 1274), y soberanos y emperadores de la dinastía Joseon. Para el Imperio coreano (1897-1910), deberían usarse los nombres de era, pero los nombres de los templos a menudo se usan en su lugar.
En Vietnam, la mayoría de los gobernantes son conocidos por su nombre de templo, con la excepción de los gobernantes de la dinastía Tây Sơn y Nguyễn, que son más conocidos por su nombre de era.